# Fondle 'Em
Fondle ‘Em Records era un'etichetta discografica con sede a New York. Fondata da Robert “Bobbito” Garcia, l'etichetta rimase attiva dal 1995 al 2001. bobbito formò l'etichetta dopo un'attenta riflessione sul fatto che la maggior parte dei rapper senza contratto che passavano dal “The Stretch Armstrong/Bobbito Show”, un programma radio che co-conduceva con DJ Stretch Armstrong per WKCR 89.9 FM (la radio universitaria della Columbia University), non avevano un'etichetta adatta a valorizzare il loro talento.
La Fondle 'Em, insieme a Rawkus Records, Solesides, Stones Throw Records ed alcune altre indipendenti diede vita, alla fine degli anni '90, a quell'hip hop underground che si sarebbe posto come una valida alternativa all'hip hop mainstream. La Fondle 'Em si occupò anche di dare una possibilità a personaggi come MF DOOM, Juggaknots e KMD, togliendoli dal limbo delle major. Tra le prime etichette statunitense, la Fondle 'Em diede una possibilità ad un rapper sudafricano, producendo il 12 pollici Blazetha Breaks dei Cashless Society.

## Storia

### Gli inizi
Bobbito fonda l'etichetta nel 1995, pensando ad una compagnia basata esclusivamente sulla produzione di vinili. Molti dei primi lavoro dell'etichetta uscirono per "Fondle 'Em Records, A Division Of Tickle 'Em Label Group, A Subsidiary Of Squeeze 'Em Entertainment", in una sorta di presa in giro del mondo delle major. La prima uscita in assoluto per Fondle 'Em fu The Cenubites, un EP di 7 canzoni, registrato da Kool Keith e Godfather Don. Molte delle canzoni dell'EP nacquero come demo taper per “The Stretch Armstrong/Bobbito Show,” as well as outtakes from the Ultramagnetic MCs' "The Four Horseman" project. (Più tardi, su richiesta dei fan e grazie alla accresciuta popolarità dell'album, la Fondle 'Em ristampò il progetto come The Cenobites LP, sia in CD che in vinile).
La popolarità dell'etichetta crebbe tra il 1996 e il 1997, conquistando anche molti pareri favorevoli da parte della critica.

"Bobbito Garcia's Fondle 'Em label is indie all the way, and is also one of the most consistently compelling underground hip-hop labels you'll find. And although it still isn't sending out any promos, true heads will want to buy every new release on the label, since there hasn't been a bum one yet. Fondle 'Em started out partly as a gag with the now-infamous EP put out by the Cenobites...but Garcia's impeccable, yet twisted, taste and underground connections through his 'Stretch & Bobbito' show on New York City's WKCR allow him to explore New York's fertile hip-hop underbelly, and document it on wax." - Brian Coleman, CMJ

### Air of an independent
Negli ultimi anni '90, la Fondle 'Em sia conoscere come un'etichetta indipendente di alto livello, ben lontano dalle richieste del mercato musicale e dall'universo delle etichette manstream e vicina agli artisti.
Tutti i prodotti Fondle 'Em ebbero come formato esclusivamente il vinile, se escludiamo la riedizione di Cenobites, e Operation: Doomsday di MF DOOM.  Il leggendario Fat Beats di Manhattan distribuì i dischi della Fondle 'Em in tutti gli Stati Uniti, anche online grazie a SandboxAutomatic.com.
La Fondle 'Em stampò un numero molto ridotto di copie, intorno alle poche migliaia per ogni uscita.
Eccezioni alla regola sono rappresentate dai pochi cd realizzati, tirati in circa 100 000 copie. Alcuni titoli, specialmente l'EP omonimo di Siah and Yeshua DapoED e l'album dei Juggaknots, Clear Blue Skies, sono attualmente pezzi da collezione di valore notevole.

### Fondle 'Em & MF DOOM
L'artista più conosciuta che sia mai passato dalla Fondle 'Em è certamente MF DOOM. Bobbito conobbe MF DOOM negli anni '90, attraverso amici comuni e tramite Kurious Jorge dei Constipated Monkeys, che con la prima etichetta di Bobbito, la Hoppoh Records, aveva pubblicato un album dal titolo A Constipated Monkey.
L'etichetta pubblicò i primi due singoli di MF DOOM nel 1997 e un altro nel 1998, per poi pubblicare, nel 1999, il debutto solista del rapper, dal titolo Operation: Doomsday. Nello stesso periodo, la Fondle 'Em pubblicò materiali inediti dalle sessions per Black Bastards dei KMD, realizzando un EP dal titolo Black Bastards Ruffs + Rares.

### La Fondle 'Em chiude
A fine 2001 Bobbito chiuse l'etichetta, con il disco-retrospettiva Farewell Fondle 'Em.
Per produrre il cd scelse di avvalersi della collaborazioni di un'altra etichetta indipendente newyorchese, la Definitive Jux.
Nelle note di copertina di Farewell Fondle 'Em, Bobbito motivò la sua scelta dicendo che l'etichetta stava seguenddo la linea intrapresa in precedenza dalla Fondle 'Em, ovvero quella di essere un polo d'attrazione per l'hip hop indipendente.
Molti artisti che registrarono per Fondle 'Em ottennero un modesto successo underground anche dopo lo scioglimento dell'etichetta discografica, andando a ricollocarsi presso etichette come la Sub Verse Music e la Eastern Conference Records. Tra gli altri, Cage, the Arsonists, Scienz of Life ed MF Grimm.

## Discografia

### Produzioni Fondle 'Em Records
1. FE001: Godfather Don & Kool Keith, "The Cenubites" EP
2. FE101: Godfather Don & Kool Keith, The Cenobites LP/CD
3. FE002: The Juggaknots, Clear Blue Skies LP
4. FE003: The Arsonists, "The Session/Halloween"
5. FE31: The Arsonists, "Blaze/Geembo's Theme/Flashback"
6. FE004: Mr. Live, "Relax Y'self/Supa Dupa/Hunger Strike (feat. Tony Bones)"
7. FE005: Siah & Yeshua DapoED EP
8. FE0052: Siah, "Repetition/Pyrite"
9. FE006: Lord Sear, "Alcoholic Vibes" b/w Stak Chedda, "My Hindu Love"
10. FE007: Cage, "Radiohead/Agent Orange"
11. FE72: Cage, "Mersh/4 Letter Word"
12. FE008: MF DOOM, "Dead Bent/Gas Drawls/Hey!"
13. FE0082: MF DOOM, "Greenbacks/Go With The Flow"
14. FE83: KMD, Black Bastards Ruffs + Rares EP
15. FE84: KMD, "What A Nigga Know/Constipated Monkey/Q3"
16. FE85: MF DOOM, "The M.I.C./Red & Gold"
17. FE86: MF DOOM, Operation: Doomsday 2LP/CD
18. FE87: Subroc/KMD, "It Sounded Like A Roc/Stop Smokin' That Shit"
19. FE009: Scienz of Life, "Powers of Nine Ether/The Anthem"
20. FE91: Scienz of Life, "Metaphysic/2000 and What to Expect!"
21. FEMF1: MF Grimm, "Do It For The Kids/Bloody Love Letter"
22. FEMF2: MF Grimm, "Landslide Remix/Tick Tick"
23. FEMF3: MF Grimm, "WWIII/Scars & Memories"
24. FETBC: The Boulevard Connection, Sut Min Pik EP
25. FENH1: Da Nuthouse, "A Luv Supreme/Synapsis/Very Vocabulary"
26. FEMHZ1: MHz (MegaHertz), "World Premier/Camu"
27. FEMHZ2: MHz (MegaHertz), "Rocket Science (feat. Jakki Tha Mota Mouth)/Magnetics/Absolutely Posolutely"
28. FEJT1: J-Treds, "Make It Happen/Praise Due"
29. FERO1: Rok One, "Certified Superior/Ninety Degrees A Piece"
30. FECK1: DJ Eli & Shan Boogs (Cloudkickers), "And So Kiddies... (feat. Cage) / Truly Gifted Ones (feat. Yeshua DapoED, J-Treds & Pumpkinhead)"
31. FEJAKK1: Jakki Tha Mota Mouth, "Widespread (feat. Copywrite of MHz)/The Chosen"
32. FEMEG: Megalon, "One In A Million/Peace To The Homeless"
33. FESA1: Cashless Society, "Blazetha Breaks" / Mizchif, "Place For A Wife"
34. FEYAK1: Y@k Ballz, "HomePiss/Nasty or Nice/The Plague/Flossin"

### Co-produzioni Fondle 'Em / Definitive Jux
1. DJX016: Breezly Brewin, Q-Unique, Godfather Don, J-Treds, MF DOOM & DJ Eli, "Fondle 'Em Fossils" / Dysfunctional Family, "Feelin' Da Highs" / "Fondle 'Em Fossils" (El-P Remix)
2. DJX019-2: Various Artists, Farewell Fondle 'Em Compilation